# Belgique aux Jeux olympiques de 1900
La Belgique participe aux Jeux olympiques de 1900 à Paris en France. C'est la première participation de ce pays aux Jeux olympiques. Un total de 58 athlètes belges ont participé à 28 compétitions dans onze disciplines sportives. Ils y ont obtenu dix-sept médailles : six d'or, sept d'argent et quatre de bronze.

## Tous les médaillés
Ce bilan correspond au tableau de médailles intitulé  Tableau des médailles de sports-reference.com qui se trouve au sein de l'article Jeux olympiques de 1900. il est parfaitement conforme aux données du CIO, revues en juillet 2021.
| Sport                     | Discipline                   | Sportifs         | Performance |
| Médailles d’or : 6        |                              |                  |             |
| Sports équestres          |                              |                  |             |
| Saut d'obstacles          | Aimé Haegeman                |                  |             |
| Saut en longueur          | Constant van Langhendonck    | 6,10 m           |             |
| Attelage à quatre chevaux | Georges Nagelmackers         |                  |             |
| Tir à l’arc               | Au cordon doré (33 m) hommes | Hubert Van Innis |             |
| Tir à l’arc               | Au chapelet (33 m) hommes    | Hubert Van Innis |             |
| Tir à l’arc               | Sur la perche à la herse     | Emmanuel Foulon  |             |

| Sport                       | Discipline | Sportifs | Performance |
| Médailles d’argent: 7       | | |             |
| Aviron                      | | |             |
| Huit de pointe avec barreur | Royal Club Nautique de Gand Jules de Bisschop Prospère Bruggeman Oscar de Somville Oscar de Cock Maurice Hemelsoet Marcel Van Crombrugghe Frank Odberg Maurice Verdonck Alfred van Landeghem | 6 min 13 s 8 |             |
| Sports équestres            | | |             |
| Saut d'obstacles            | Georges van der Poele | |             |
| Water polo                  | Equipes | Brussels Swimming and Water-Polo Club Albert Michant Fernand Feyaerts Henri Cohen Victor De Behr Oscar Grégoire Victor Sonnemans Jean De Backer Guillaume Séron Georges Romas, A. R. Upton. |             |
| Tir à l’arc                 | | |             |
| Sur la perche à la herse    | Émile Druart | |             |
| Cordon doré 50 mètres       | Hubert Van Innis | |             |
| Championnat du Monde        | Hubert Van Innis | |             |
| Tir                         | Fosse olympique | René Guyot |             |

| Sport                                 | Discipline                | Sportifs | Performance |
| Médailles de bronze 4                 |                           |          |             |
| Tir                                   |                           |          |             |
| Rifle d'ordonnance, 300m, debout      | Charles Paumier du Verger |          |             |
| Rifle d'ordonnance, 300m, 3 positions | Paul van Asbroeck         |          |             |
| Sports équestres                      |                           |          |             |
| Saut en hauteur                       | Georges van der Poele     |          |             |
| Tir à l’arc                           |                           |          |             |
| Sur la perche à la pyramide           | Louis Glineur             |          |             |

## Sportifs de la délégation
| Sport              | Discipline                             | Nom | Résultat           |
| ------------------ | -------------------------------------- | --- | ------------------ |
| Aviron             | Huit en pointe avec barreur            | Prospère Bruggeman Jules De Bisschop Oscar De Cock Oscar De Somville Maurice Hemelsoet Frank Odberg Marcel Van Crombrugghe Alfred Van Landeghem Maurice Verdonck                                         | Médaille d'argent  |
| Cyclisme sur piste | -                                      | Vincent | -                  |
| Sports équestres   | Individuel                             | Aimé Haegeman | Médaille d'or      |
| Sports équestres   | Individuel                             | Georges Van Dee Poele | Médaille d'argent  |
| Sports équestres   | Saut en hauteur                        | Georges Van Dee Poele | Médaille de bronze |
| Sports équestres   | Saut en longueur                       | Constant Van Langhendonck | Médaille d'or      |
| Sports équestres   | Attelage à quatre chevaux              | Georges Nagelmackers | Médaille d'or      |
| Escrime            | -                                      | F. Després Hébrant Pierre Selderslagh Antoine Smet Cyril Verbrugge | -                  |
| Football           | -                                      | Albert Delbecque Raul Kelecom Marcel Leboutte Lucien Londot Ernest Moreau de Melen Eugène Neefs Gustave Pelgrims Alphonse Renier Hilaire Spanoghe Eric Thornton Hendrik van Heukelum Camille Van Hoorden | -                  |
| Gymnastique        | -                                      | De Poorten Michelet | -                  |
| Natation           | -                                      | Hermand | -                  |
| Tir                | Riffle d'ordonnance, 300m, debout      | Charles Paumier du Vergier | Médaille de bronze |
| Tir                | Fosse olympique                        | René Guyot | Médaille d'argent  |
| Tir                | Riffle d'ordonnance, 300m, 3 positions | Paul Van Asbroeck | Médaille de bronze |
| Tir                | -                                      | Joseph Baras Jules Bury Pierre Eichorn Charles Lebègue Edouard Myin Victor Robert Alban Rooman Emile Thèves                                                                                              | -                  |
| Tir à l'arc        | Sur la Perche à la Herse               | Emile Druart Jr. | Médaille d'argent  |
| Tir à l'arc        | Sur la Perche à la Herse               | Emmanuel Foulon | Médaille d'or      |
| Tir à l'arc        | Sur la Perche à la Pyramide            | Louis Glineur | Médaille de bronze |
| Tir à l'arc        | Au Chaplet 33m                         | Hubert Van Innis | Médaille d'or      |
| Tir à l'arc        | Cordon doré 33m                        | Hubert Van Innis | Médaille d'or      |
| Tir à l'arc        | Cordon doré 50m                        | Hubert Van Innis | Médaille d'argent  |
| Tir à l'arc        | Championnat du monde                   | Hubert Van Innis | Médaille d'argent  |
| Water-polo         | -                                      | Henri Cohen Jean De Backer Victor De Behr Fernand Feyaerts Oscar Grégoire Albert Michant Georges Romas Guillaume Séron Victor Sonnemans A. R. Upton                                                      | Médaille d'argent  |